# Analiza frazowa
Analiza frazowa - model analizy języka naturalnego, w którym struktura zdania jest przedstawiona za pomocą zagnieżdżonych składników, oznaczonych przez swoją syntaktyczną kategorię, np. S = zdanie (ang. sentence), NP = wyrażenie rzeczownikowe (ang. noun phrase), VP = wyrażenie czasownikowe (ang. verb phrase), PP = wyrażenie przyimkowe (prepositional phrase).

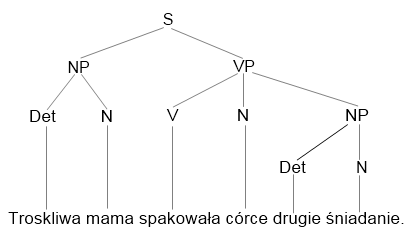
Przykład analizy frazowej

## Przykład
Przykład przeprowadzenia analizy frazowej na zdaniu: Szalony student przebiegł przez park.
Krok 1. [S Szalony student przebiegł przez park] 

Krok 2. [S [NP Szalony student] [VP przebiegł przez park]] 

Krok 3. [S [NP Szalony student] [VP przebiegł [PP przez park]]] 

Krok 4. [S [NP Szalony student] [VP przebiegł [PP przez [NP park]]]] 

## Ewaluacja analizy frazowej
W procesie oceny jakość analizy frazowej wyróżnia się trzy podejścia:
- Ewaluacja postępów - Otrzymany wynik analizy jest oceniany względem przykładu, który został przygotowany przez lingwistę. Najczęściej wykorzystuje się banki drzew, które zawierają bazę zdań sparsowanych do postaci czytelnej przez komputer.
- Ewaluacja adekwatności - Jakość analizy oceniana biorąc pod uwagę docelowe przeznaczenie.
- Ewaluacja diagnostyczna - Próba rozpoznania gdzie i dlaczego system analizy nie działa poprawnie.